# 아이스 에이지
《아이스 에이지》(영어: Ice Age)는 블루 스카이 스튜디오에서 제작한 2002년 미국의 코미디 모험 컴퓨터 애니메이션 영화이다.

## 줄거리
시대적 배경은 먼 20000년 전, 빙하시대. 인간이 존재하고, 검치호들과 싸우던 빙하 시대의 어느 날, 인간에 대한 적개심에 가득찬 검치호 디에고(Diego)는 동료들과 함께 인간을 습격하고 제물로 아기인 로산을 공격하지만, 로산의 어머니는 필사적으로 도망쳐서 폭포수 아래로 뛰어내린다. 아기를 살린 엄마는 지나가던 매머드인 맨프레드 매니(Manfred, 또는 Manny)와 나무늘보인 시드(Sid)에게 로산을 맡기고 어디론가 사라졌다. 매니와 시드는 인간들에게 로산을 돌려주려고 하지만, 디에고는 이 사실을 뒤늦게 깨닫고 매니와 시드에게 접근하여 로산을 빼앗고 매니를 죽이려고 갖은 수를 쓴다. 일행은 도토리에만 집착하고, 도토리만 사랑하는 다람쥐 스크랫에게 길을 묻고, 얼음 동굴을 통과하는 등 모험을 한다. 그러나 그러는 도중, 그는 로산과의 깊은 정을 느낀다. 디에고는 결국 로산을 인간에게 되돌려주기로 결심하지만, 동료 검치호들이 디에고의 배신을 알고 처치하려 한다. 시드와 디에고, 매니는 힘을 합쳐 검치호들을 처리한다. 그 후, 매니 일행은 로산의 아버지를 만나게 된다. 매니 일행은 로산을 그에게 돌려주고 다시 길을 떠난다. 디에고는 다시 살아났고, 이제 우리의 맨프레드 매니와 시드, 디에고는 이제 뒷길을 가고나서 떠난다.

## 한국판 성우진
- 설영범 - 매니
- 이인성 - 시드
- 홍성헌 - 디에고
- 이봉준 - 소토
- 이종구 - 오스카 / 코뿔소
- 최병상 - 지크
- 서문석 - 레니
- 유해무 - 코뿔소
- 이진화 - 암컷 나무늘보
- 임은정 - 암컷 나무늘보

## 같이 보기
- 컴퓨터 애니메이션 영화 목록